# Danny Szetela
Danny Szetela est un joueur américain de football d'origine polonaise né le 17 juin 1987 à Passaic (New Jersey). Il évolue au poste de milieu de terrain.